# Men's Rimouski Challenger 2006
Il Men's Rimouski Challenger 2006, noto come Challenger Banque Nationale per motivi di sponsorizzazione, è stato un torneo di tennis facente parte della categoria ATP Challenger Series nell'ambito dell'ATP Challenger Series 2006. È stata l'edizione inaugurale del torneo, si è giocato a Rimouski in Canada dal 30 ottobre al 5 novembre 2006 su campi in cemento.

## Vincitori

### Singolare
Kristian Pless ha battuto in finale  Lu Yen-hsun con il punteggio di 6–4, 7–6(5).

### Doppio
Frederik Nielsen /  Kristian Pless hanno battuto in finale  Jasper Smit /  Martijn van Haasteren con il punteggio di 6–2, 6–4.